# Fábio Lopes
Fábio Lopes (ur. 24 maja 1985) – brazylijski piłkarz występujący na pozycji napastnika.

## Kariera piłkarska
Od 2009 roku występował w ASA, Daejeon Citizen, Icasa, Cerezo Osaka, Cruzeiro EC, Linense, Ratchaburi, Sampaio Corrêa i Coruripe.